# Anthony Read
Anthony "Tony" Read (21 de abril de 1935-21 de noviembre de 2015) fue un guionista y escritor británico. Estuvo principalmente activo en la televisión británica desde la década de 1960 hasta mediados de la de 1980, aunque siguió aportando trabajos ocasionales para televisión hasta 1999. Desde los años ochenta, inició una segunda carrera como escritor, concentrándose ampliamente en historias de la Segunda Guerra Mundial. Desde 2004 ha escrito regularmente ficción, principalmente en la forma de un revival literario de su popular serie de televisión de 1983 The Baker Street Boys.

## Trabajo en televisión

### Años sesenta
Como otros artistas que trabajaron en los sesenta, una gran parte del trabajo de Read fue destruido por la BBC, y de esta forma no está disponible para visión de la audiencia actual. Aun así, Read hizo una gran cantidad de trabajo en los primeros años de su carrera. Su primer trabajo fue un guion como autónomo para la serie Z-Cars en 1962. Pronto fue ascendido a guionista o editor de guiones de varias otras series de aventura y misterio como Detective, The Indian Tales of Rudyard Kipling y la serie de Peter Cushing de 1965 Sherlock Holmes. El balance de la década se pasó en el drama adulto The Troubleshooters. Aunque poco de su trabajo de ese dramático sobre la industria del petróleo se conserva hoy en día, Troubleshooters proporcionaría a Read el trabajo más estable de su carrera. Fue el editor de guiones original de la serie en 1965 y acabó como productor de la misma en la temporada de 1969.

### Años setenta
Cuando dejó The Troubleshooters, Read siguió trabajando de productor unos años, antes de volver a su trabajo más tradicional de guionista y editor de guiones. The Lotus Eaters y The Dragon's Opponent extendieron su carrera como productor de dramáticos contemporáneos. También continuó algunas amistades clave que había disfrutado desde mediados de los sesenta. Notablemente, The Lotus Eaters le reunió con el director Douglas Camfield y el escritor David Fisher.
Para 1978, Read fue atraído a Doctor Who por el productor Graham Williams. Como reemplazo de mitad de temporada para Robert Holmes, el trabajo personal más grande de Read en la serie fue sin duda el arco argumental The Key to Time y la creación del personaje de Romana. Un aliado fundamental en sus días en Doctor Who fue una vez más David Fisher, que escribió un tercio de las historias de The Key to Time, y después escribió (o coescribió) tres historias más al año siguiente.
Read también fue vital para contratar a Douglas Adams como guionista de Doctor Who y para proponerle como su sucesor como editor de guiones. Su último trabajo para Doctor Who fue de guionista de The Horns of Nimon. Teniendo en cuenta la cancelación de Shada, fue efectivamente el último guionista de la etapa de Graham Williams de la serie.
Inmediatamente tras terminar su trabajo en Doctor Who en 1979, aportó guiones para los episodios Powers of Darkness y Out of Body, Out of Mind de la serie de suspense paranormal The Omega Factor.

### Años ochenta
Junto con Don Houghton, coescribió la quinta historia televisada deSapphire & Steel, conocida informalmente como Dr McDee Must Die. En 1984, Read adaptó la novela de John Wyndham Chocky en la serie Chocky, para Children's ITV. Su éxito le llevó a hacer dos secuelas originales: Chocky's Children y Chocky's Challenge. En una entrevista para el DVD de Chocky, Read reveló que la fundación Wyndham consideró su adaptación de Chocky la mejor jamás producida de las novelas de Wyndham.
El mayor éxito de crítica de Read en los ochenta, sin embargo, fue The Baker Street Boys de 1983. La aproximación única de la serie al mundo de Sherlock Holmes le dio a Read un premio de la Writer's Guild of Great Britain.

## Como autor e historiador
Durante los ochenta, Read comenzó gradualmente a reemplazar su trabajo en televisión por una floreciente carrera literaria.
Uno de los hechos más notables sobre la segunda carrera de Read como autor es el grado en el que continuó su relación laboral con David Fisher en el mundo del ensayo. Aunque la mayoría de los trabajos literarios de Read fueron en solitario, Fisher y él trabajaron en equipo numerosas veces, casi siempre para explorar algunos aspectos de la Segunda Guerra Mundial. Juntos, el dúo escribió The Fall of Berlin, Deadly Embrace: Hitler, Stalin and the Nazi-Soviet Pact, 1939-1941, The Proudest Day: India's Long Road to Independence, Operation Lucy: The Most Secret Spy Ring of the Second World War, Berlin Rising: Biography of a City, Colonel Z: The Secret Life of a Master of Spies, y Kristallnacht: The Nazi Night of Terror.
Los trabajos de Read en solitario como ensayista siguieron un interés similar en la Segunda Guerra Mundial, pero ocasionalmente ha escrito también ficción. Ha sido el autor principal de una serie de novelas sobre The Baker Street Boys, el programa de televisión que escribió a principios de los ochenta.